# Валпасуш (район)
Валпасуш (порт. Valpaços) — район (фрегезия) в Португалии, входит в округ Вила-Реал. Является составной частью муниципалитета Валпасуш. По старому административному делению входил в провинцию Траз-уж-Монтиш и Алту-Дору. Входит в экономико-статистический субрегион Алту-Траз-уш-Монтеш, который входит в Северный регион. Население составляет 4421 человек на 2001 год. Занимает площадь 34,21 км².
Покровителем района считается Мария Магдалина (порт. Santa Maria Maior).